# Hynek Vilém Burian
Hynek Vilém Burian (14. února 1851 Mladá Vožice – 15. března 1908 Nový Bydžov) byl český pomolog, pedagog, pěstitel, odborný spisovatel a ředitel české rolnické školy v Českých Budějovicích.

## Život
Hynek Vilém Burian se narodil 14. února 1851 v Mladé Vožici. V letech 1882 až 1905 působil jako ředitel hospodářské školy v Sadově u Plovdivu. Působil také ve Slavonii, kde založil časopis Gospodar. V letech 1886 až 1888 učil na hospodářské škole v Českých Budějovicích, kde od září 1886 řediteloval. V této době také přednášel na akcích pořádaných hospodářským lesnickým spolkem, Jihočeskou jednotou hospodářskou ap. v Křemži, Týně nad Vltavou, Netolicích, Veselí nad Lužnicí, Třeboni, Lhenicích aj. Vyzdvihována byla nejen odborná úroveň přednášek, ale také přednes přizpůsobený širokému publiku a „kořeněný zdravým humorem“. V říjnu 1888 si vyměnil pozici s R. Purkhartem, do té doby ředitelem rolnické školy v Novém Bydžově, kam se Burian přestěhoval. Dále vydával a redigoval časopis Privreda a Hlas od Cidliny.
Hynek Vilém Burian zemřel 15. března 1908 v Novém Bydžově ve věku 57 let.

## Dílo
- Aromatické rostliny (1891–1894)
- Brambory (zemáky) (1891)
- Výroba slivovice (1895)
- Zvelebujeme ovocnictví v Čechách (1971)
- Naše české ovoce I. (1894)
- Naše české ovoce II. (1894)
- Naše české ovoce III. (1898)
- Naše české ovoce IV. (1898)